# MyTV SUPER
myTV SUPER是香港電視廣播有限公司旗下MyTV Super Limited於2016年3月設立的收費OTT服务平台。平台於2016年3月15日起進行測試，4月18日正式推出。myTV SUPER由業務發展營運總裁林桂興、市務總裁魏玉華管理。

## 概要
有別於無綫網絡電視受香港法例第562章《廣播條例》所限（收費電視牌照持有者在公司股東、股權上須受嚴格規管，而且須要自行架設傳送節目的專用網絡），myTV SUPER以互聯網傳送節目，既能繼承收費電視功能，又在發展上享有更大自由度。
myTV SUPER透過觀眾租用或購買的解碼器（本身建基於Android 4.X）、於流動裝置（Android及iOS）安裝之流動應用程式及網頁提供服務，主要服務分有直播及點播兩種。機頂盒支援1080P解像度，部分節目更支援4K解像度。但流動裝置及網頁版最高只支援720P解像度。
目前myTV SUPER常設直播頻道共有49條，包括無綫電視現有5條免費頻道及13條收費頻道（其中一條頻道為myTV SUPER自創）、及其他營運商提供之32條頻道。大部分頻道支援即時回放3小時內已播出的節目內容（於2022年9月15日改版後已取消此功能），及節目播放後數小時內足本重溫。另外，myTV SUPER會為大型活動特別增設頻道，讓所有大會提供的直播資源能夠被盡用。
myTV SUPER點播服務分為現有節目重溫、GOTV節目、經典節目、首播節目及互動平台。首播節目主要包括於海外播放完畢的節目作全集推出，與及緊貼海外最新一集節目作同步推出，亦會有無綫電視自製節目定期上架。互動平台則是以多頻道模式提供娛樂及藝人資訊，並讓觀眾更大程度參與部分環節。
myTV SUPER早期只供收費用戶使用，後來為了擴大宣傳而推出限時免費內容，並在2016年9月起於流動應用程式提供免費區，逐步取代原有myTV和GOTV之服務。2017年，myTV SUPER分別推出基本版（主打TVB主題內容）和內容豐富的至尊版（主打TVB和各國精選節目）。2019年，內容豐富的至尊版改名為myTV Gold。2020年，基本版停止向一般全新客戶訂購，惟個別合作電訊商之用戶仍可訂購（例如：香港寬頻）。
2017年末，myTV SUPER開始發展原創節目，初期以配合內地同步播放中港合拍作品為主，及後亦有投資本地劇集及綜藝節目，並引入外判模式，讓合作人員完成後靈活參與其他公司的製作。

## 歷史
2017年2月，myTV SUPER推出網上版，並可透過「跨屏幕同時睇」功能配對手機、平板電腦及網站觀看。
2017年3月，電視廣播有限公司宣佈，myTV SUPER用戶數量達三百萬。
2017年4月17日，myTV SUPER至尊版正式推出，並接受香港市民訂購。至尊版除基本版頻道外，新增9個國際知名娛樂組合（直播連點播）和點播組合。
2019年9月1日，myTV SUPER 18台正式登陸本平台。頻道提供全面香港賽馬資訊，包括馬圈消息、晨操片段、賽前分析、賽事直播及賽後檢討。myTV SUPER更增設「賽馬」專區，提供貼士、賽事、預測及策略等賽馬資訊。
2020年8月10日，myTV SUPER 1台正式登陸本平台。頻道在星期一至五的晚上播映原創節目，節目類型包括清談、烹飪、移民資訊等，亦會安排重播部分曾於免費電視頻道播出的電視劇及節目。此頻道於2021年6月21日停播。
2024年9月2日，myTV SUPER使用範圍擴展至澳門。

## 定價
新用戶可透過myTV SUPER官網、Apple Apps Store、Google Play應用程式內購或經指定電信商購買myTV Gold服務計劃。而myTV Super 基本版舊用戶仍可以每月約30元績購基本版。
如透過myTV SUPER官網購買下列服務，相關費用為：。
- myTV Gold應用程式版及網頁版：每月98港元（12個月承諾期）
- myTV Gold解碼器（租用計劃）：每月118港元（12個月承諾期）
- myTV Gold Google TV應用程式版：每月118港元（12個月承諾期）

## myTV Gold
2019年4月1日起，myTV Gold正式推出，並接受香港市民訂購。myTV Gold除基本版頻道外，新增更多組合（包括tvN Movies、beIN Sports頻道組合及Discovery頻道組合）和點播組合。
2020年10月起，myTV Gold用戶可優先觀看日後於免費頻道推出的TVB劇集。其中合拍重頭劇將與合作的中國大陸及海外付費串流平台同步上架，亦設有MyTV SUPER基本客戶免費收看第一集的安排。首部優先上架的劇集為《使徒行者3》。

## 節目
以下僅列出本平台率先上架／播映的劇集及節目。

### 自製節目

#### 中港合拍
| 上架日期                      | 節目             | 備注 |
| 2017年6月24日－9月17日        | 踩過界           | TVB與愛奇藝合拍 逢星期六、日21:30-22:30於翡翠台播映 同日20:00於愛奇藝同步上架                                                                                               |
| 2017年9月18日－10月27日       | 使徒行者2        | TVB與企鵝影視合拍 逢星期一至五21:30-22:30於翡翠台播出 同日20:00於騰訊視頻同步上架                                                                                           |
| 2017年11月27日－2018年1月19日 | 溏心風暴3        | TVB與企鵝影視合拍 逢星期一至五21:30-22:30於翡翠台播出 同日20:00於騰訊視頻同步上架                                                                                           |
| 2018年5月21日－7月8日         | 宮心計2深宮計    | TVB與企鵝影視合拍 逢星期一至五20:30-21:30於翡翠台播出 同日20:00於騰訊視頻同步上架                                                                                           |
| 2018年9月10日－10月28日       | 再創世紀         | TVB和愛奇藝合拍劇集 逢星期一至五21:30-22:30於翡翠台播出 8月29日起，每晚20:00於愛奇藝同步上架 同月30日起，每晚19:30於CCTV-8播出                                              |
| 2018年12月24日－2019年2月2日  | 守護神之保險調查 | 邵氏兄弟與愛奇藝合拍網絡劇 逢星期一至五20:30-21:30於翡翠台播映 1月19日至2月2日改為逢星期一至五20:30-21:30、逢星期六20:30-22:30於翡翠台播映 12月6日起，每晚20:00於愛奇藝上架 |
| 2019年4月1日－5月10日         | 鐵探             | TVB和企鵝影視合拍 逢星期一至五21:30-22:30於翡翠台播映 同日20:00於騰訊視頻同步上架 5月11日起，於Netflix上架                                                                  |
| 2020年5月18日－6月26日        | 飛虎之雷霆極戰   | 邵氏兄弟與優酷訊息技術合拍網絡劇 逢星期一至五21:30-22:30於翡翠台播映 2019年9月6日起，每晚20:00於優酷網上架                                                                  |
| 2020年11月9日－12月27日       | 使徒行者3        | TVB與企鵝影視合拍 逢星期一至五20:30-21:30於翡翠台播映 2020年10月12日起，逢星期一至三晚上20:00 聯同騰訊視頻、TVB Anywhere 及TVBI海外合作平台同步上架 （每次更新兩集）        |
| 2020年11月16日－12月24日      | 踩過界II         | TVB與愛奇藝合拍 逢星期一至五21:30-22:30於翡翠台播映 2020年11月2日起，逢星期一至四晚上20:00 聯同愛奇藝、TVB Anywhere 及TVBI海外合作平台同步上架 （每次更新兩集）             |

#### 微電影
| 上架時期              | 節目          | 備注                                   |
| 2016年5月28日－6月4日 | 愛情來的時候2 | 單元一於5月28日推出 單元二於6月4日推出 |

#### 綜藝
| 上架時段                     | 節目名稱               | 備註                                     |
| 2018年12月27日－2019年1月5日 | 《走出韓妝教室》香港篇 | 12月17日、12月22日、12月29日、1月5日上架 |

| 上架年份 | 節目名稱           |
| 2020年   | 緣來自咖啡         |
| 2020年   | 搬家               |
| 2020年   | Gi味俱全（第二季） |
| 2020年   | 雙祥見             |
| 2021年   | 緣來自咖啡2        |
| 2021年   | Testing Menu       |
| 2021年   | 師父有請           |
| 2021年   | 狗狗診療所         |
| 2021年   | SUPER FIVE         |
| 2021年   | 鬼上你架車         |

### 外購節目

#### 外購劇集
| 劇集首播年份 | 劇集                   | 劇集時段 | 播出性質 |
| 2006年       | 交響情人夢             | 月九劇   | 全集推出 |
| 2008年       | 交響情人夢之歐洲特別篇 | 特別篇   | 全集推出 |
| 2015年       | 問題餐廳               | 木十劇   | 全集推出 |
| 2015年       | 四角男女               | 水十劇   | 全集推出 |
| 2015年       | 醫生們的戀愛           | 木十劇   | 全集推出 |
| 2015年       | 友人戀愛               | 月九劇   | 全集推出 |
| 2015年       | 戀愛時間 5→9           | 月九劇   | 全集推出 |
| 2016年       | 船梨精偵探             | 特別篇   | 全集推出 |
| 2016年       | 思戀哭泣               | 月九劇   | 全集推出 |
| 2016年       | 有喜歡的人             | 月九劇   | 同步播出 |
| 2016年       | 三億劫案               | 特別篇   | 全集推出 |
| 2016年       | 小學餐女廚神           | 木十劇   | 同步播出 |
| 2016年       | 一哥出更               | 日九劇   | 同步播出 |

| 劇集首播年份 | 劇集             | 劇集時段 | 播出性質 |
| 2015年       | 街坊消防隊       | 火十劇   | 全集推出 |
| 2015年       | 警報             | 火十劇   | 全集推出 |
| 2016年       | 外父大人         | 火十劇   | 全集推出 |
| 2016年       | 時空黃的士特別篇 | 特別篇   | 全集推出 |
| 2016年       | 危妻             | 火十劇   | 全集推出 |
| 2017年       | 明日的約定       | 火九劇   | 同步播出 |

| 劇集首播年份 | 劇集            | 劇集時段 | 播出性質 |
| 2015年       | 天皇的御廚      | 日九劇   | 全集推出 |
| 2015年       | 雙面醫生        | 金十劇   | 全集推出 |
| 2015年       | 下町火箭        | 日九劇   | 全集推出 |
| 2016年       | 暴走惡黨        | 水24劇   | 全集推出 |
| 2016年       | 給力！漫畫社    | 火十劇   | 全集推出 |
| 2016年       | 赤裸日記        | 水24劇   | 全集推出 |
| 2016年       | 熟女求結婚      | 金十劇   | 同步播出 |
| 2016年       | 死幣            | 水24劇   | 全集推出 |
| 2016年       | 神之舌          | 金十劇   | 同步播出 |
| 2016年       | 作樂英才        | 日九劇   | 全集推出 |
| 2016年       | 僱傭妻子        | 火十劇   | 全集推出 |
| 2016年       | 飯罪真相        | 水24劇   | 全集推出 |
| 2016年       | 砂之塔          | 金十劇   | 同步播出 |
| 2016年       | IQ246華麗事件簿 | 日九劇   | 全集推出 |
| 2017年       | 四重奏          | 火十劇   | 同步播出 |
| 2017年       | 出租愛情        | 水24劇   | 全集推出 |
| 2017年       | 汽車夢飛翔2     | 特別篇   | 全集推出 |
| 2017年       | 其實我不太愛你  | 火十劇   | 同步播出 |
| 2017年       | 三個奶爸        | 水24劇   | 全集推出 |
| 2017年       | 正義巨人        | 日九劇   | 全集推出 |
| 2017年       | 神奈小姐        | 火十劇   | 同步播出 |
| 2017年       | 雙面醫生2       | 金十劇   | 同步播出 |
| 2017年       | 監獄公主        | 火十劇   | 全集推出 |

| 劇集首播年份 | 劇集       | 劇集時段 | 播出性質 |
| 2014年       | 深夜食堂3  | 火25劇   | 全集推出 |
| 2017年       | 幸福的記憶 | 特別篇   | 全集推出 |

| 劇集首播年份 | 劇集             | 劇集時段 | 播出性質 |
| 2014年       | 特務女管家       | 特別篇   | 全集推出 |
| 2014年       | 女醫神Doctor X 3 | 木九劇   | 全集推出 |
| 2015年       | 最強名醫2特別篇  | 木九劇   | 全集推出 |
| 2015年       | 最強名醫3        | 木九劇   | 全集推出 |
| 2015年       | 回家的鎖匙       | 木九劇   | 全集推出 |
| 2015年       | 非常審查官特別篇 | 特別篇   | 全集推出 |
| 2015年       | 爭產家族         | 木九劇   | 全集推出 |
| 2016年       | 逆齡初戀         | 金11劇   | 全集推出 |
| 2016年       | 無敵律師         | 木九劇   | 同步播出 |
| 2016年       | 初次見面我愛你   | 木九劇   | 同步播出 |
| 2016年       | 女醫神Doctor X 4 | 木九劇   | 同步播出 |
| 2017年       | 求職家族         | 木九劇   | 同步播出 |
| 2017年       | 非常審查官2      | 木九劇   | 同步播出 |
| 2017年       | 遺留搜查4        | 木八劇   | 同步播出 |
| 2017年       | 女醫神Doctor X 5 | 木九劇   | 同步播出 |

| 劇集首播年份 | 劇集                   | 劇集時段 | 播出性質 |
| 2016年       | 孤獨的美食家5          | 土24劇   | 同步播出 |
| 2016年       | 孤獨的美食家5特別篇    | 特別篇   | 同步播出 |
| 2016年       | 孤獨的美食家宮城出差篇 | 特別篇   | 同步播出 |
| 2017年       | 孤獨的美食家冬日美食篇 | 特別篇   | 同步播出 |
| 2017年       | 孤獨的美食家6          | 土24劇   | 同步播出 |

| 劇集首播年份 | 劇集              | 劇集時段 | 播出性質 |
| 2013年       | 謝謝款待          | 晨間劇   | 全集推出 |
| 2014年       | 阿政~威士忌第一人 | 晨間劇   | 全集推出 |
| 2015年       | 幸福洋菓子        | 晨間劇   | 全集推出 |
| 2015年       | 美女與男子        | 火十劇   | 全集推出 |
| 2015年       | 阿淺人生          | 晨間劇   | 全集推出 |
| 2016年       | 精靈守護者        | 土九劇   | 全集推出 |
| 2016年       | 當家姐姐          | 晨間劇   | 全集推出 |
| 2016年       | 精靈守護者2       | 土九劇   | 全集推出 |

| 劇集首播年份 | 劇集           | 劇集時段 | 播出性質 |
| 2014年       | 咪阻住MADAM    | 土九劇   | 全集推出 |
| 2014年       | 花咲舞不會沈默 | 水十劇   | 全集推出 |

| 劇集首播年份 | 劇集           | 劇集時段 | 播出性質 |
| 2016年       | 金錢天使       | 木24劇   | 全集推出 |
| 2016年       | 救急專車       | 木24劇   | 同步播出 |
| 2016年       | 遺產大狀       | 木24劇   | 同步播出 |
| 2016年       | 遺產大狀外傳   | 特別篇   | 同步播出 |
| 2016年       | 10個嫉妒的女人 | 木24劇   | 同步播出 |
| 2017年       | 超能力師事務所 | 木24劇   | 同步播出 |
| 2017年       | 戀愛向前衝     | 木24劇   | 同步播出 |
| 2017年       | 電話男         | 木24劇   | 同步播出 |
| 2017年       | 黑色復仇       | 木24劇   | 同步播出 |

| 劇集首播年份 | 劇集     | 劇集時段      | 播出性質               |
| 2017年       | 彬與瑛   | 連續劇W(周日) | 同步播出（慢日本兩天） |
| 2017年       | 問題室友 | 連續劇W(周六) | 同步播出（慢日本兩天） |

韓國放送公社
| 劇集首播年份 | 劇集                 | 劇集時段 | 播出性質 |
| 2009年       | 花樣男子             | 月火劇   | 全集推出 |
| 2012年       | 愛情上錯身           | 月火劇   | 全集推出 |
| 2012年       | 善良的男人           | 水木劇   | 全集推出 |
| 2013年       | 最佳李純信           | 週末劇   | 全集推出 |
| 2013年       | 職場之神             | 月火劇   | 全集推出 |
| 2013年       | 鯊魚                 | 月火劇   | 全集推出 |
| 2013年       | 好醫生               | 月火劇   | 全集推出 |
| 2013年       | 王家一家人           | 週末劇   | 全集推出 |
| 2013年       | 秘密                 | 水木劇   | 全集推出 |
| 2013年       | 未來的選擇           | 月火劇   | 全集推出 |
| 2014年       | 感激時代：鬪神的誕生 | 水木劇   | 全集推出 |
| 2014年       | 很好的日子           | 週末劇   | 全集推出 |
| 2014年       | 流氓繼承人           | 月火劇   | 全集推出 |
| 2014年       | 黃金交叉             | 水木劇   | 全集推出 |
| 2014年       | 借肚復仇             | 日日劇   | 全集推出 |
| 2014年       | 家人之間為何這樣     | 週末劇   | 全集推出 |
| 2014年       | 謎情鋼刀男           | 水木劇   | 全集推出 |
| 2014年       | 交響情人夢           | 月火劇   | 全集推出 |
| 2014年       | 王的面孔             | 水木劇   | 全集推出 |
| 2014年       | Healer追擊           | 月火劇   | 全集推出 |
| 2015年       | 青鳥之家             | 週末劇   | 全集推出 |
| 2015年       | 惡女一家人           | 水木劇   | 全集推出 |
| 2015年       | 守護家族             | 日日劇   | 全集推出 |
| 2015年       | 製作人們             | 金土劇   | 全集推出 |
| 2015年       | 草根議員             | 水木劇   | 全集推出 |
| 2015年       | 婆媽關係             | 週末劇   | 全集推出 |
| 2015年       | 愛情甘味             | 日日劇   | 全集推出 |
| 2015年       | 青春向前衝           | 月火劇   | 全集推出 |
| 2015年       | 塑身女神             | 月火劇   | 全集推出 |
| 2016年       | 雙生復仇             | 日日劇   | 全集推出 |
| 2016年       | 五個孩子             | 週末劇   | 全集推出 |
| 2016年       | 麵條之神             | 水木劇   | 全集推出 |
| 2016年       | 月桂樹西裝店         | 週末劇   | 全集推出 |
| 2016年       | 住在我家的男人       | 月火劇   | 同步播出 |
| 2016年       | 再一次初戀           | 日日劇   | 全集推出 |
| 2017年       | 完美的妻子           | 月火劇   | 同步播出 |
| 2017年       | 獨身萬歲             | 月火劇   | 同步播出 |
| 2017年       | 三流人生             | 月火劇   | 同步播出 |
| 2017年       | 最強一擊             | 金土劇   | 同步播出 |
| 2017年       | 最強速遞員           | 金土劇   | 同步播出 |
| 2017年       | 少女時代1979         | 月火劇   | 同步播出 |
| 2017年       | 魔女的法庭           | 月火劇   | 同步播出 |
| 2017年       | 告白夫婦             | 金土劇   | 同步播出 |
| 2017年       | Jugglers             | 月火劇   | 同步播出 |
| 2018年       | 愛情廣播             | 月火劇   | 同步播出 |
| 2018年       | 我們遇見的奇蹟       | 月火劇   | 同步播出 |

| 劇集首播年份 | 劇集             | 劇集時段       | 播出性質 |
| 2003年       | 天國的階梯       | 水木劇         | 全集推出 |
| 2008年       | 妻子的誘惑       | 日日劇         | 全集推出 |
| 2009年       | 燦爛的遺產       | 週末特別計劃劇 | 全集推出 |
| 2009年       | 熟女辛市長       | 水木劇         | 全集推出 |
| 2009年       | 原來是美男       | 水木劇         | 全集推出 |
| 2010年       | 秘密花園         | 週末特別計劃劇 | 全集推出 |
| 2012年       | 閣樓王世子       | 水木劇         | 全集推出 |
| 2012年       | 五指咒鳴曲       | 週末特別計劃劇 | 全集推出 |
| 2013年       | 出生的秘密       | 週末特別計劃劇 | 全集推出 |
| 2013年       | 聽見你的聲音     | 水木劇         | 全集推出 |
| 2013年       | 黃金帝國         | 月火劇         | 全集推出 |
| 2013年       | 主君的太陽       | 水木劇         | 全集推出 |
| 2013年       | 奇怪的保姆       | 月火劇         | 全集推出 |
| 2013年       | 繼承者們         | 水木劇         | 全集推出 |
| 2013年       | 來自星星的你     | 水木劇         | 全集推出 |
| 2014年       | 3日殺機          | 水木劇         | 全集推出 |
| 2014年       | 神的禮物         | 月火劇         | 全集推出 |
| 2014年       | 異鄉醫生         | 月火劇         | 全集推出 |
| 2014年       | 你們被包圍了     | 水木劇         | 全集推出 |
| 2014年       | 沒關係 這是愛情  | 水木劇         | 全集推出 |
| 2014年       | 可愛的妳         | 水木劇         | 全集推出 |
| 2014年       | 摩登農夫         | 週末劇         | 全集推出 |
| 2014年       | 美女的誕生       | 週末特別計劃劇 | 全集推出 |
| 2014年       | 愛上Pinocchio    | 水木劇         | 全集推出 |
| 2014年       | 絕命反擊         | 月火劇         | 全集推出 |
| 2015年       | 海德、哲基爾與我 | 水木劇         | 全集推出 |
| 2015年       | 聽到傳聞         | 月火劇         | 全集推出 |
| 2015年       | 看見味道的少女   | 水木劇         | 全集推出 |
| 2015年       | 刑警靚媽         | 月火劇         | 全集推出 |
| 2015年       | 龍八             | 水木劇         | 全集推出 |
| 2015年       | 六龍飛天         | 月火劇         | 全集推出 |
| 2015年       | 記憶復仇         | 水木劇         | 全集推出 |
| 2016年       | 刑警靚媽2        | 週末特別計劃劇 | 同步播出 |
| 2016年       | 戲子             | 水木劇         | 同步播出 |
| 2016年       | 救參直播         | 水木劇         | 同步播出 |
| 2016年       | 倒數第二次愛情   | 週末特別計劃劇 | 同步播出 |
| 2016年       | 嫉妒的化身       | 水木劇         | 同步播出 |
| 2016年       | 同居家事         | 週末連續劇     | 全集推出 |
| 2016年       | 藍海傳說         | 水木劇         | 同步播出 |
| 2016年       | 有夫之婦的誕生   |                | 同步播出 |
| 2017年       | 師任堂           | 水木劇         | 同步播出 |
| 2017年       | 我家都是超人     | 月曜劇         | 同步播出 |
| 2017年       | 奇怪的拍檔       | 水木劇         | 同步播出 |
| 2017年       | 再次相遇的世界   | 水木劇         | 同步播出 |
| 2017年       | 當你沉睡時       | 水木劇         | 同步播出 |
| 2017年       | 法官男女         | 水木劇         | 同步播出 |
| 2018年       | 名流真相         | 水木劇         | 同步播出 |
| 2018年       | 山寨檢察官       | 水木劇         | 同步播出 |

| 劇集首播年份 | 劇集           | 劇集時段       | 播出性質 |
| 2006年       | 宮             | 水木劇         | 全集推出 |
| 2007年       | 咖啡王子       | 月火劇         | 全集推出 |
| 2012年       | 想念你         | 水木劇         | 全集推出 |
| 2013年       | 7級公務員      | 水木劇         | 全集推出 |
| 2013年       | 女王的教室     | 水木劇         | 全集推出 |
| 2013年       | 家族醜聞       | 週末特別計劃劇 | 全集推出 |
| 2013年       | 火之女神       | 月火劇         | 全集推出 |
| 2013年       | 妙手天團       | 水木劇         | 全集推出 |
| 2013年       | 奇皇后         | 月火劇         | 全集推出 |
| 2013年       | 黃金彩虹       | 週末特別計劃劇 | 全集推出 |
| 2013年       | 韓國小姐       | 水木劇         | 全集推出 |
| 2014年       | 別有用心單身女 | 水木劇         | 全集推出 |
| 2014年       | 酒店風雲       | 週末特別計劃劇 | 全集推出 |
| 2014年       | 改過遷善       | 水木劇         | 全集推出 |
| 2014年       | TRIANGLE       | 月火劇         | 全集推出 |
| 2014年       | 夜警日誌       | 月火劇         | 全集推出 |
| 2014年       | 傳說的魔女     | 週末特別計劃劇 | 全集推出 |
| 2014年       | 傲慢與偏見     | 月火劇         | 全集推出 |
| 2014年       | 忽然30歲       | 水木劇         | 全集推出 |
| 2015年       | 愛上哪個我     | 水木劇         | 全集推出 |
| 2015年       | 阿媽上學去     | 水木劇         | 全集推出 |
| 2015年       | 華政           | 月火劇         | 全集推出 |
| 2015年       | 窩心餐廳       | 水木劇         | 全集推出 |
| 2016年       | B任務          | 土曜深夜劇     | 全集推出 |
| 2016年       | 拖喼打官司     | 月火劇         | 同步播出 |

| 劇集首播年份 | 劇集           | 劇集時段 | 播出性質 |
| 2012年       | 黃色復仇草     | 晨間劇   | 全集推出 |
| 2013年       | 九轉迴香       | 月火劇   | 全集推出 |
| 2013年       | 謊誕家族       | 水曜劇   | 全集推出 |
| 2013年       | 戀愛救兵       | 月火劇   | 全集推出 |
| 2013年       | 薯嘜一家人     |          | 全集推出 |
| 2013年       | 一起吃飯吧     | 水曜劇   | 全集推出 |
| 2014年       | 急診男女       | 金土劇   | 全集推出 |
| 2014年       | 花樣爺爺搜查隊 | 金曜劇   | 全集推出 |
| 2014年       | 高校打工王     | 月火劇   | 全集推出 |
| 2014年       | 不要戀愛要結婚 | 金土劇   | 全集推出 |
| 2014年       | 未生           | 金土劇   | 全集推出 |
| 2014年       | 家族的秘密     | 晨間劇   | 全集推出 |
| 2015年       | 超級爸B        | 金土劇   | 全集推出 |
| 2015年       | 一起吃飯吧2    | 月火劇   | 全集推出 |
| 2015年       | 前女友俱樂部   | 金土劇   | 全集推出 |
| 2015年       | 潛行特警       | 月火劇   | 全集推出 |
| 2015年       | 我的冤鬼女友   | 金土劇   | 全集推出 |
| 2015年       | 第二個二十歲   | 金土劇   | 全集推出 |
| 2015年       | 愛情吹波糖     | 月火劇   | 全集推出 |
| 2016年       | 解碼追兇       | 金土劇   | 全集推出 |
| 2016年       | 消失的記憶     | 金土劇   | 同步播出 |
| 2016年       | 常青老友       | 金土劇   | 同步播出 |
| 2016年       | 法妻當自強     | 金土劇   | 同步播出 |
| 2016年       | 灰姑娘與四騎士 | 金土劇   | 同步播出 |
| 2016年       | 權慾叛戰       | 金土劇   | 同步播出 |
| 2016年       | 明星跟班Friend | 金土劇   | 同步播出 |
| 2017年       | 大媽復仇聯盟   | 水木劇   | 同步播出 |
| 2017年       | 監獄手記       | 水木劇   | 同步播出 |
| 2018年       | 新紮散仔       | 週末劇   | 同步播出 |
| 2018年       | 武法律師       | 週末劇   | 同步播出 |

| 劇集首播年份 | 劇集       | 劇集時段 | 播出性質 |
| 2014年       | 暴瘋刑警   | 土曜劇   | 全集推出 |
| 2016年       | 街坊英雄   | 週末劇   | 全集推出 |
| 2016年       | 吸血鬼偵探 | 日曜劇   | 同步播出 |
| 2016年       | 追稅38部隊 | 週末劇   | 同步播出 |
| 2017年       | 讀心試愛   | 月火劇   | 同步播出 |
| 2018年       | 初戀大作戰 | 月火劇   | 同步播出 |

| 劇集首播年份 | 劇集       | 劇集時段       | 播出性質 |
| 2014年       | 天國的眼淚 | 週末特別企劃劇 | 全集推出 |

| 劇集首播年份 | 劇集     | 劇集時段 | 播出性質 |
| 2014年       | 百年新娘 | 週末劇   | 全集推出 |

Drama H
| 劇集首播年份 | 劇集         | 劇集時段 | 播出性質 |
| 2015年       | 戀愛育成遊戲 |          | 全集推出 |

DRAMAcube
| 劇集首播年份 | 劇集          | 劇集時段 | 播出性質 |
| 2014年       | KARA 愛情習作 | 金曜劇   | 全集推出 |

#### 動畫
※設有限時觀看之動畫不計算在內

動畫劇場版
| 動畫首播年份 | 動畫名稱                            | 播出性質 | 收看方式        |
| 2001         | 麥兜故事                            | 全集推出 | TVB外購節目組合 |
| 2004         | 麥兜菠蘿油王子                      | 全集推出 | TVB外購節目組合 |
| 2012         | 麥兜噹噹伴我心                      | 全集推出 | TVB外購節目組合 |
| 2013         | 寵物小精靈：神速蓋諾賽克特 超夢夢覺醒 | 全集推出 | TVB外購節目組合 |
| 2013         | 全職獵人劇場版 - 緋色的幻影         | 全集推出 | TVB外購節目組合 |
| 2014         | 寵物小精靈：破壞之繭與蒂安希          | 全集推出 | TVB外購節目組合 |
| 2014         | TIGER & BUNNY 最強同盟              | 全集推出 | TVB外購節目組合 |
| 2014         | Stand By Me：多啦A夢                | 全集推出 | TVB外購節目組合 |
| 2015         | 飆速宅男︰火拼時速                  | 全集推出 | TVB外購節目組合 |

動畫
| 動畫名稱                                            | 播出性質 | 收看方式        |          |
| 喜羊羊與灰太狼之衣櫥大冒險                          | 全集推出 | TVB外購節目組合 |          |
| 曳曳馬騮精                                          | 全集推出 | TVB外購節目組合 |          |
| 星夢學園II 星夢學園III                              | 全集推出 | TVB外購節目組合 |          |
| 寶石寵物V 寶石寵物VI                                | 全集推出 | TVB外購節目組合 |          |
| 冰鎮企鵝仔(IV) 冰鎮企鵝仔(V)                        | 全集推出 | TVB外購節目組合 |          |
| 花生動畫                                            | 全集推出 | TVB外購節目組合 |          |
| KERORO軍曹                                          | 全集推出 | TVB外購節目組合 |          |
| 新‧我們這一家                                       | 全集推出 | TVB外購節目組合 |          |
| 查查林部隊 查查林部隊II                             | 全集推出 | TVB外購節目組合 |          |
| 你考古嗎? 你考古嗎?(II)                             | 全集推出 | TVB外購節目組合 |          |
| 心動！光之美少女                                    | 全集推出 | TVB外購節目組合 |          |
| 寵物小精靈XYZ                                       | 全集推出 | TVB外購節目組合 |          |
| 帝國騎士                                            | 全集推出 | TVB外購節目組合 |          |
| 波比3兄弟                                           | 全集推出 | TVB外購節目組合 |          |
| 星光樂園II                                          | 全集推出 | TVB外購節目組合 |          |
| 布公仔遊樂團                                        | 全集推出 | TVB外購節目組合 |          |
| 旋風忍者                                            | 全集推出 | TVB外購節目組合 |          |
| 叢林小救兵(II)                                      | 全集推出 | TVB外購節目組合 |          |
| 布公仔遊樂團                                        | 全集推出 | TVB外購節目組合 |          |
| 車神超激戰                                          | 全集推出 | TVB外購節目組合 |          |
| 花漾精靈                                            | 全集推出 | TVB外購節目組合 |          |
| DAYS! 綠茵小球王                                    | 全集推出 | TVB外購節目組合 |          |
| 數碼暴龍：重啟之戰                                  | 全集推出 | TVB外購節目組合 |          |
| 麵包超人                                            | 全集推出 | TVB外購節目組合 |          |
| 忍者小靈精                                          | 全集推出 | TVB外購節目組合 |          |
| 小農夫拉比                                          | 全集推出 | TVB外購節目組合 |          |
| 小馬寶莉                                            | 全集推出 | TVB外購節目組合 |          |
| Miffy繽紛世界                                       | 全集推出 | TVB外購節目組合 |          |
| 寶狄與好友                                          | 全集推出 | TVB外購節目組合 |          |
| Super4                                              | 全集推出 | TVB外購節目組合 |          |
| Monchhichi夢幻樂園                                  | 全集推出 | TVB外購節目組合 |          |
| 小雲與我                                            | 全集推出 | TVB外購節目組合 |          |
| 開心紙鎮                                            | 全集推出 | TVB外購節目組合 |          |
| 反斗靈貓                                            | 全集推出 | TVB外購節目組合 |          |
| 寓言小故事                                          | 全集推出 | TVB外購節目組合 |          |
| 網球Ace (II)                                        | 全集推出 | TVB外購節目組合 |          |
| 變身少女花啦啦 變身少女花啦啦(II)                   | 全集推出 | TVB外購節目組合 |          |
| 咕嚕咕嚕魔法陣                                      | 全集推出 | TVB外購節目組合 |          |
| 機動戰士高達 鐵血的孤兒 機動戰士高達 鐵血的孤兒(II) | 全集推出 | TVB外購節目組合 |          |
| 亞爾斯蘭戰記 亞爾斯蘭戰記II                         | 全集推出 | TVB外購節目組合 |          |
| 記錄的地平線II                                      | 全集推出 | TVB外購節目組合 |          |
| 吹奏吧！管樂團 吹奏吧！管樂團II                     | 全集推出 | TVB外購節目組合 |          |
| 流浪神差II                                          | 全集推出 | TVB外購節目組合 |          |
| Working!!!無聊西餐廳3                               | 全集推出 | TVB外購節目組合 |          |
| 進擊！巨人中學                                      | 全集推出 | TVB外購節目組合 |          |
| 田中君為何這樣懶惰                                  | 全集推出 | TVB外購節目組合 |          |
| Code Geass 亡國的阿基德                             | 全集推出 | TVB外購節目組合 |          |
| 進擊的巨人2 進擊的巨人3                             | 全集推出 | TVB外購節目組合 | 同步推出 |
| 男子啦啦隊                                          | 全集推出 | TVB外購節目組合 |          |
| 全力達陣!!                                          | 全集推出 | TVB外購節目組合 |          |
| 吹奏吧! 管樂團II                                    | 全集推出 | TVB外購節目組合 |          |
| 搞乜鬼！美術部                                      | 全集推出 | TVB外購節目組合 |          |
| 冰上溜星                                            | 全集推出 | TVB外購節目組合 |          |
| 偶像星願7                                           | 全集推出 | TVB外購節目組合 |          |
| 湊B同學仔                                           | 全集推出 | TVB外購節目組合 |          |
| 龍牙守護者                                          | 全集推出 | TVB外購節目組合 |          |
| Kawaii木乃伊                                        | 全集推出 | TVB外購節目組合 |          |

| 動畫名稱                     | 播出性質 | 收看方式     |
| 果然我的青春戀愛喜劇搞錯了。 | 全集推出 | Animax點播區 |
| 玉子市場                     | 全集推出 | Animax點播區 |
| 魔法科高中的劣等生           | 全集推出 | Animax點播區 |
| MEKAKUCITY ACTORS            | 全集推出 | Animax點播區 |
| 七大罪 七大罪 聖戰的預兆     | 全集推出 | Animax點播區 |
| 寄生獸                       | 全集推出 | Animax點播區 |
| 青年黑傑克                   | 全集推出 | Animax點播區 |
| 中二病也想談戀愛！戀         | 全集推出 | Animax點播區 |
| 在下坂本，有何貴幹？         | 全集推出 | Animax點播區 |
| 鎖鏈戰記 赫克瑟塔斯之光      | 全集推出 | Animax點播區 |
| 半田君傳說                   | 全集推出 | Animax點播區 |

Ani-One
| 動畫名稱                                                                                | 播出性質                      | 收看方式        |
| 鋼之鍊金術師FA                                                                          | 全集上架                      | Ani-One點播組合 |
| BLEACH 漂靈 BLEACH 漂靈 劇場版: 別處的記憶                                              | 全集上架                      | Ani-One點播組合 |
| 機動戰士高達 UC                                                                         | 全集上架                      | Ani-One點播組合 |
| 新劇場版 頭文字D Legend1 -覺醒- 新劇場版 頭文字D Legend2 -闘走-                         | 全集上架                      | Ani-One點播組合 |
| 噬魂者                                                                                  | 全集上架                      | Ani-One點播組合 |
| 排球少年!! 排球少年II 排球少年!! 烏野高中 VS 白鳥澤學園高中                             | 首兩季全套上架 第3季同步推出  | Ani-One點播組合 |
| 紙箱戰機                                                                                | 全套上架                      | Ani-One點播組合 |
| 閃電十一人 劇場版 閃電十一人 最強軍團王牙來襲                                           | 全套上架                      | Ani-One點播組合 |
| 機甲巴打                                                                                | 全套上架                      | Ani-One點播組合 |
| 地球隊長                                                                                | 全套上架                      | Ani-One點播組合 |
| 靈裝戰士                                                                                | 全套上架                      | Ani-One點播組合 |
| 遊戲人生                                                                                | 全套上架                      | Ani-One點播組合 |
| 魔彈之王與戰姬                                                                          | 全套上架                      | Ani-One點播組合 |
| 機巧少女不會受傷                                                                        | 全套上架                      | Ani-One點播組合 |
| 幸腹塗鴉                                                                                | 全套上架                      | Ani-One點播組合 |
| 桃之劍                                                                                  | 全套上架                      | Ani-One點播組合 |
| 魔法少女☆伊莉雅 魔法少女☆伊莉雅 2wei! 魔法少女☆伊莉雅 2wei Herz! 魔法少女☆伊莉雅 3REI!! | 首三季全套上架 第四季同步播出 | Ani-One點播組合 |
| orange                                                                                  | 同步推出                      | Ani-One點播組合 |
| 91Days                                                                                  | 同步推出                      | Ani-One點播組合 |
| 香蕉喵                                                                                  | 同步推出                      | Ani-One點播組合 |
| Active Raid－機動強襲室第八係－ Active Raid－機動強襲室第八係－ 2nd                     | 全集推出 第二季同步推出       | Ani-One點播組合 |
| 斯特拉的魔法                                                                            | 同步推出                      | Ani-One點播組合 |
| 失憶煽動WIXOSS                                                                          | 同步推出                      | Ani-One點播組合 |
| 閃爍的青春                                                                              | 全套上架                      | Ani-One點播組合 |
| 激戰奧雷卡                                                                              | 全套上架                      | Ani-One點播組合 |
| 龍收藏                                                                                  | 全套上架                      | Ani-One點播組合 |
| 未確認進行式                                                                            | 全套上架                      | Ani-One點播組合 |
| 超級戀人 超級戀人2                                                                      | 全集推出 第2季同步推出        | Ani-One點播組合 |
| 政宗君的復仇                                                                            | 同步推出                      | Ani-One點播組合 |
| 時空幻境熱情傳奇TheX                                                                    | 同步推出                      | Ani-One點播組合 |
| 幼女戰記                                                                                | 同步推出                      | Ani-One點播組合 |
| 舌尖上的意大利                                                                          | 同步推出                      | Ani-One點播組合 |
| 四月是你的謊言                                                                          | 全套上架                      | Ani-One點播組合 |
| 高校星歌劇 高校星歌劇OVA 高校星歌劇II                                                   | 全套上架 第2季同步推出        | Ani-One點播組合 |
| 雛子的筆記                                                                              | 同步推出                      | Ani-One點播組合 |
| 一週的朋友                                                                              | 全套上架                      | Ani-One點播組合 |
| 灰色的果實                                                                              | 全套上架                      | Ani-One點播組合 |
| 石膏BOYS                                                                                | 全套上架                      | Ani-One點播組合 |
| 魔法少女奈葉ViVid                                                                       | 全套上架                      | Ani-One點播組合 |
| 命運九重奏                                                                              | 全套上架                      | Ani-One點播組合 |
| 我被綁架到貴族女校當「庶民樣本」                                                        | 全套上架                      | Ani-One點播組合 |
| 幻想玩偶                                                                                | 全套上架                      | Ani-One點播組合 |
| 告訴我！辣妹子醬                                                                        | 全套上架                      | Ani-One點播組合 |
| 槍彈辯駁系列                                                                            | 全套上架                      | Ani-One點播組合 |
| 我的英雄學院                                                                            | 全套上架                      | Ani-One點播組合 |
| 辣妹與我的第一次                                                                        | 同步推出                      | Ani-One點播組合 |
| 獨佔我的英雄                                                                            | 同步推出                      | Ani-One點播組合 |
| Piko太郎的搖阿搖籃曲                                                                    | 同步推出                      | Ani-One點播組合 |
| Infini-T Force                                                                          | 同步推出                      | Ani-One點播組合 |
| 十二大戰                                                                                | 同步推出                      | Ani-One點播組合 |
| 網絡勝利組                                                                              | 同步推出                      | Ani-One點播組合 |
| 百變小櫻Clear咭                                                                         | 同步推出                      | Ani-One點播組合 |
| 櫻花忍法帖                                                                              | 同步推出                      | Ani-One點播組合 |
| 霸穹・封神演義                                                                          | 同步推出                      | Ani-One點播組合 |
| 原書．原書使                                                                            | 同步推出                      | Ani-One點播組合 |
| Slow Start                                                                              | 同步推出                      | Ani-One點播組合 |
| 搖曳露營                                                                                | 同步推出                      | Ani-One點播組合 |

#### 宣傳節目
- 萬千星輝睇多D
- 萬千星輝放暑假

## 洗衣舖群星事件簿
為宣傳myTV SUPER，無綫於2016年5月22日推出以吳業坤扮演的洗衣店店員為主角，描述其遇上不同電視節目角色及主持的14集廣告微電影。
合作對象
- 第一集：朱千雪（《EU超時任務》凌晨風）
- 第二集：林盛斌
- 第三集：王浩信、楊潮凱、戴耀明（《EU超時任務》關鼎名、關少基、關棟平）
- 第四集：胡楓、鍾景輝
- 第五集：泰臣
- 第六集：黃德斌（《刀下留人》葉常綠）
- 第七集：麥玲玲
- 第八集：黃智賢（《四個女仔三個BAR》范智毅）
- 第九集：農夫（《Do姐有問題》）
- 第十集：羅蘭
- 第十一集：陳凱琳（《殭》藍夢瑤）
- 第十二集：張秀文、陳婉衡、朱智賢（《3日2夜》）
- 第十三集：洪永城（《張保仔》張保仔、《實習天使》楊志明）
- 第十四集：何遠東（《萬千星輝賀台慶2014》）

## 記事

### 2016年
- 3月15日，myTV SUPER推出。所有節目宣傳片由無綫電視粵語配音組配音藝員麥皓豐負責擔任旁白。
- 4月17日：為宣傳myTV SUPER，《myTV SUPER呈獻: 萬千星輝睇多D》該晚假將軍澳電視廣播城舉行。
- 4月18日，TVB旅遊台（96頻道）啟播，正式加盟基本組合。
- 5月22日：為宣傳myTV SUPER，《myTV SUPER呈獻：洗衣舖群星事件簿》系列於電視及網上同步推出。
- 6月26日，TVB Radio（97頻道）啟播，正式加盟基本組合。
- 7月1日，RTL CBS Extreme（301頻道）和RTL CBS Entertainment（501頻道）、AXN（502頻道）、Sony Channel（503頻道）、Animax Asia（504頻道）啟播，並同時整合為「RTL CBS娛樂組合」和「SONY娛樂組合」名義加盟，加入收費模式。
- 7月17日：為宣傳myTV SUPER，《myTV SUPER呈獻：萬千星輝放暑假》該晚假將軍澳電視廣播城舉行，同日，Ani-One 點播組合推出，加盟收費模式。
- 8月8日，beIN SPORTS 1，2（302和303頻道）啟播，加盟單點收費模式和免費試看至合約期完結或至2018年5月31日止。
- 11月14日，BBC Earth（401頻道）、點播範圍BBC First、BBC Lifestyle（605頻道）、CBeebies（103頻道）和BBC World News（709頻道）啟播，並以「BBC娛樂資訊組合」名義加盟收費模式。

### 2017年
- 1月1日，Nickelodeon（104頻道）和Nick Jr.（105頻道）啟播，分別加盟精選基本頻道和以「尼克兒童組合」名義加盟，啟動收費模式，同日，基本版推出。
- 1月16日，Thrill（202頻道）、天映經典頻道（203頻道）和KIX（304頻道）啟播，同時推出「天映邵氏電影點播組合」，其餘頻道以「動作驚慄影視組合」名義加盟，整合為收費模式。
- 4月1日，tvN Asia（505頻道）啟播，並以「CJ韓國娛樂組合」名義加盟，整合為收費模式。
- 4月17日，至尊版推出，除了基本版頻道，也增加9個國際知名娛樂組合（直播連點播）和點播組合加入，同日，也同時開放給觀眾免費試看，推出當日至5月16日登記。
- 6月4日起：為慶祝香港回歸20周年，《告別殖民地》放入免費區點播。
- 6月12日，TVB戲曲台（98頻道）啟播，加盟基本組合。
- 6月26日，myTV SUPER電影組合推出，加盟並整合為收費模式。
- 8月15日，互動新聞台（83頻道）和J5（85頻道）改名為無綫新聞台和無綫財經台。
- 10月7日，優質生活頻道（英语：Li (TV channel)） （602頻道）停播。
- 10月16日，BBC娛樂資訊組合全組加盟至尊版，而BBC World News則剔出此組合，加盟精選基本頻道。
- 10月31日，myTV SUPER與創世電視進行簽約儀式；12月31日，創世電視（602頻道）啟播，myTV SUPER增設創世電視點播區。[11]
- 12月31日，beIN SPORTS 1，2（302和303頻道）更改台徽。

### 2018年
- 1月1日，RTL CBS Extreme（301頻道）及RTL CBS Entertainment（501頻道）改名為BLUE ANT Extreme及BLUE ANT Entertainment，而原有的「RTL CBS娛樂組合」則改名為「BLUE ANT娛樂組合」。
- 1月20日，無綫財經台（85頻道）改名為無綫財經·資訊台。
- 2月1日，天映經典頻道（203頻道）更換台徽。
- 4月30日，NHK World TV（707頻道）改名為NHK World-Japan。
- 7月1日，Disney Channel（102頻道）正式加盟基本組合，與同屬頻道Disney Junior（101頻道）將會開放給觀眾免費收看至2019年12月31日或至用戶合約期完結。
- 7月31日，因應now TV早於2018年7月12日與beIN SPORTS簽約，並獲得全球賽事轉播權，換言之，beIN SPORTS 1，2（302和303頻道）停播，TVB無法取回體育賽事轉播權和解散體育組。
- 8月15日，因TVB體育組解散和頻道調動，TVB體育台（94頻道）、直播新聞台 （700頻道）和myTV SUPER直播新聞台 （800頻道）停播。
- 9月1日，TVB旅遊台（96頻道）停播，與綜藝台（92頻道）合併為綜藝旅遊台。
- 9月3日，策略王電視（606頻道）啟播。
- 12月31日深夜12點（2019年1月1日午夜12點），精選亞洲劇台（90頻道）及翡翠即日重溫（95頻道）停播。

### 2019年
- 1月15日深夜12點（2019年1月16日午夜12點），因應Now TV與無綫網絡電視的合約到期，TVB經典台（86頻道）、韓劇台（87頻道）、日劇台（88頻道）、華語劇台（89頻道）、綜藝旅遊台（92頻道）、為食台（93頻道）、TVB Radio（97頻道）、TVB戲曲台（98頻道）及粵語片台（200頻道）由TVB商標更改為myTV SUPER商標，廣告時段節目預告和呼號畫面更全被取消至2022年4月10日。
- 3月11日，BLUE ANT Extreme由（301頻道）更改為（500頻道）。同日Love Nature HD（402頻道）及Love Nature 4K（403頻道）啟播，Love Nature 4K屬Blue Ant娛樂組合，而Love Nature HD則屬基本頻道。
- 4月1日，myTV Gold推出，Eurosport（305頻道）、動物星球頻道（404頻道）、Discovery頻道（405頻道）、Discovery科學頻道（406頻道）啟播，beIN Sports 1（301頻道）、beIN Sports 2（302頻道）、beIN Sports MAX（303頻道） 再度啟播，beIN Sports 1、beIN Sports 2、beIN Sports MAX加盟beIN Sports體育組合，Eurosport、Discovery頻道、動物星球頻道 、Discovery科學頻道、加盟Discovery頻道組合、myTV SUPER荷里活電影組合及高先電影點播組合加盟myTV Gold。
- 5月6日，體通天下 1 台（306頻道）、體通天下 2 台（307頻道）、體通天下 3 台（308頻道）啟播。
- 5月31日，Sony Channel（503頻道）停播。
- 7月20日，王者榮耀電競（666頻道）啟播。
- 9月1日，myTV SUPER 18台（18頻道）啟播，並免費至2019年12月31日。

### 2020年
- 2月1日，中國電影頻道（204頻道）啟播，屬單訂頻道。
- 3月24日，王者荣耀电競（666頻道）停播。
- 4月1日，Smithsonian Channel（407頻道）啟播，屬Blue Ant娛樂組合。
- 4月6日，日劇台（88頻道）停播，並轉換為「亞洲劇台」。
- 6月15日，myTV SUPER直播足球台（900-906頻道）啟播。
- 7月1日，體通天下1至3台（306-308頻道）停播。
- 7月15日，推出myTV SHOPS服務。配音藝員麥皓豐離職期間，一度以自由身形式負責報幕工作（同時加入不固定人選負責）。
- 7月27日，亞洲劇台（88頻道）及myTV SUPER直播足球2-7台停播。
- 8月，myTV SUPER直播足球2台（901頻道）啟播，屬myTV SUPER足球組合。該組合提供瑞典超級足球聯賽的直播及點播服務[12]。
- 8月10日，myTV SUPER 1台（80頻道）啟播。
- 9月，myTV SUPER直播足球3台（902頻道）啟播。
- 9月19日，Ani-One點播組合改名為Ani-One + Ani-Kids動漫兒童組合。

### 2021年
- 6月21日，myTV SUPER 1台（80頻道）停播。
- 7月1日，因應Disney+於亞洲推出，迪士尼旗下亞洲區18條頻道及自選服務停播，其中，Disney Junior（101頻道），Disney Channel（102頻道）和Disney點播組合會在同日停播和提供。[13]同日，兒童台（100頻道）啟播。
- 7月31日，三條beIN SPORTS頻道（301-303）再度停播。
- 9月1日，BLUE ANT Extreme（500頻道）及BLUE ANT Entertainment（501頻道）改名為ROCK Extreme及ROCK Entertainment，而原有的「BLUE ANT娛樂組合」則改名為「ROCK娛樂組合」。
- 9月20日，兒童台更名為Hands Up Channel。
- 10月1日，Paramount Network（205頻道）啟播。
- 12月13日，myTV SUPER C-Club組合及myTV SUPER K-Club組合停止提供，併入外購節目點播區。

### 2022年
- 4月11日，為食台（93頻道）及TVB Radio（97頻道）停播，TVB經典台更名為千禧經典台，綜藝旅遊台更名為亞洲綜藝台，韓劇台（87頻道）停播，並轉換為「亞洲劇台」。千禧經典台、亞洲劇台、華語劇台和亞洲綜藝台更改頻道台徽，恢復廣告時段節目預告和呼號畫面。而戲曲台和粵語片台則維持不變。
- 4月17日，黃金翡翠台（80頻道）啟播, 同日, 為慶祝MyTV SUPER 6周年, 本平台開放myTV Gold給觀眾免費試看，當日至5月14日登記。並宣佈委任 李佳芯 化身S6-BO 為首位代言人，於同日推出電視版廣告及巴士車身廣告作為宣傳。
- 7月7日，Smithsonian Channel（407頻道）更換為Global Trekker。
- 9月1日，GEM（503頻道）啟播。
- 9月5日，無綫財經·資訊台（85頻道）改名為無綫財經 體育 資訊台。
- 12月12日，ROCK Extreme（500頻道）更換為ROCK ACTION。

### 2023年
- 1月31日，CBeebies（103頻道）、BBC Earth（401頻道）、BBC Lifestyle（605頻道）及 BBC World News（709頻道）於當天23:59起停播。
- 3月31日，Animal Planet（404頻道）、Discovery頻道（405頻道）、Discovery科學頻道（406頻道）於當天23:59起停播。
- 4月1日，ZooMoo（101頻道）啟播。
- 4月10日，亞洲綜藝台（92頻道）停播。
- 4月17日，SUPER FREE（1頻道）啟播。[14]
- 4月18日，东方卫视国际頻道（609頻道）啟播。(2025年5月16日起升級為免費播放.。)
- 5月8日，黄金华剧台（90頻道）啟播。
- 6月15日，翡翠台（超高清）- 測試頻道 （981頻道）啟播。
- 7月1日，凤凰卫视中文台（610頻道）、凤凰卫视资讯台（611頻道）和凤凰卫视香港台（612頻道）啟播。[15]
- 7月17日，Hands Up Channel（100頻道）改名為SUPER Kids Channel。
- 8月1日，翡翠台（超高清）頻道 （81頻道）正式啟播。
- 8月31日，Fashion One（603頻道）停播，翌日 (9月1日)，Fashion BOX（603頻道）啟播。
- 9月29日，Paramount Network（205頻道）停播，ROCK Action（500频道）更改頻道号为205頻道。

### 2024年
- 4月22日，J2（82頻道）及無綫財經 體育 資訊台（85頻道）合併為TVB Plus由82頻道播出。由於同樣免費電視85台改播為凤凰卫视香港台，但此前已经在myTV SUPER 612频道上启播，故myTV SUPER取消85頻道併入612頻道。
- 5月1日，POPC中国网络电影频道（206頻道）、中國中央電視台綜合頻道 (港澳版)（606頻道）、CGTN中國環球電視網記錄頻道（607頻道）、CGTN中國環球電視網英語頻道（608頻道）启播。(除了中央電視臺綜合頻道為固定免費頻道之外，CGTN紀錄頻道及CGTN英語新聞頻道延至2025年5月16日開始轉為免費播放。)
- 5月31日，GEM（503頻道）停播。
- 7月26日-8月11日（800-817頻道）启播。
- 9月8日，28AI智慧賽馬（28頻道）啟播。

### 2025年
- 2月28日，神州新聞台（701頻道）停播。
- 5月16日，SUPER獎門人（獎門人系列）（2頻道）、SUPER EYT（歡樂今宵）（3頻道）、SUPER識食（4頻道）、SUPER識嘆（5頻道）、SUPER Music（6頻道）、SUPER 金曲（7頻道）、SUPER 煲劇（8頻道）、SUPER 劇埸（9頻道）、SUPER 話當年（10頻道）、SUPER Sports（11頻道）、Action Hollywood Movies（207頻道）、Rialto Classic Movies(RCM)（208頻道）、Trace Sport Stars（305頻道）、Pet Club TV（408頻道）、Globetrotter（409頻道）、Docsville（410頻道）、Pulse Documentaries（411頻道）、中國中央電視台中文國際頻道（613頻道）、中國中央電視台娛樂頻道（614頻道）、中國中央電視台戲曲頻道（615頻道）、雲南瀾湄國際衛視（616頻道）、安徽廣播電視台國際頻道（617頻道）、北京電視台國際頻道（618頻道）、廣西電視台國際頻道（619頻道）、福建海峽衛視國際頻道（620頻道）、湖南電視台國際頻道（621頻道）、江蘇電視台國際頻道（622頻道）、廣東廣播電視台大灣區衛視頻道（623頻道）、浙江電視台國際頻道（624頻道）、深圳衛視國際頻道（625頻道）、Now 70s（626頻道）、Now 80s（627頻道）、Now Rock（628頻道）、Now 90s & 00s（629頻道）、Concerto（630頻道）、TRACE Urban（631頻道）及NewsWorld（709頻道）啟播。
- 8月11日，SUPER 劇埸更換為SUPER 單元劇（9頻道）、SUPER 話當年更換為SUPER 真情SUPER煲（真情）（10頻道）

## 免費直播頻道
只需免費註冊，成為免費會員，即可免費收看！
| 頻道號碼 | 頻道名稱                            |
| -------- | ----------------------------------- |
| 1        | SUPER FREE                          |
| 2        | SUPER獎門人                         |
| 3        | SUPER EYT                           |
| 4        | SUPER識食                           |
| 5        | SUPER識嘆                           |
| 6        | SUPER Music                         |
| 7        | SUPER金曲                           |
| 8        | SUPER煲劇                           |
| 9        | SUPER 單元劇                        |
| 10       | SUPER 真情SUPER煲                   |
| 11       | SUPER Sports                        |
| 28       | 28AI智慧賽馬                        |
| 80       | 黃金翡翠台                          |
| 81       | 翡翠台                              |
| 82       | TVB Plus                            |
| 83       | 無綫新聞台                          |
| 84       | 明珠台                              |
| 91       | 娛樂新聞台                          |
| 207      | Action Hollywood Movies             |
| 208      | Rialto Classic Movies(RCM)          |
| 305      | Trace Sport Stars                   |
| 408      | Pet Club TV                         |
| 409      | Globetrotter                        |
| 410      | Docsville                           |
| 411      | Pulse Documentaries                 |
| 602      | 創世電視                            |
| 606      | 中央電視台綜合頻道 (港澳版)         |
| 607      | CGTN（中國環球電視網）記錄頻道      |
| 608      | CGTN（中國環球電視網）英文頻道      |
| 609      | 東方衛視國際頻道                    |
| 610      | 鳳凰衛視中文台                      |
| 611      | 鳳凰衛視資訊台                      |
| 612      | 鳳凰衛視香港台                      |
| 613      | 中國中央電視台中文國際頻道 (歐洲版) |
| 614      | 中國中央電視台娛樂頻道              |
| 615      | 中國中央電視台戲曲頻道              |
| 616      | 雲南瀾湄國際衛視                    |
| 617      | 安徽廣播電視台國際頻道              |
| 618      | 北京電視台國際頻道                  |
| 619      | 廣西電視台國際頻道                  |
| 620      | 福建海峽衛視國際頻道                |
| 621      | 湖南電視台國際頻道                  |
| 622      | 江蘇電視台國際頻道                  |
| 623      | 廣東廣播電視台大灣區衛視頻道        |
| 624      | 浙江電視台國際頻道                  |
| 625      | 深圳衛視國際頻道                    |
| 626      | Now 70s                             |
| 627      | Now 80s                             |
| 628      | Now Rock                            |
| 629      | Now 90s & 00s                       |
| 630      | Concerto                            |
| 631      | TRACE Urban                         |
| 709      | NewsWorld                           |

## 頻道列表

### 已停播／曾停播 / 即將停播頻道
| 頻道號碼 | 頻道名稱                                           | 啟播日期               | 停播日期                 | 備註                                                                               | 停播原因／去向                                          |
| 800      | 里約奧運預覽台                                     | 2016年8月3日晚上23:50  | 2016年8月22日早上約10:00 | 基本頻道 800：一開六畫面預覽1至6台節目 801-806：OBS官方訊號 807：轉播OBS奧運新聞台 | 里約奧運頻道。                                          |
| 801      | 里約奧運1台                                        | 2016年8月4日凌晨2:50   | 2016年8月22日早上約10:00 | 基本頻道 800：一開六畫面預覽1至6台節目 801-806：OBS官方訊號 807：轉播OBS奧運新聞台 | 里約奧運頻道。                                          |
| 802      | 里約奧運2台                                        | 2016年8月4日凌晨1:50   | 2016年8月22日早上約6:30  | 基本頻道 800：一開六畫面預覽1至6台節目 801-806：OBS官方訊號 807：轉播OBS奧運新聞台 | 里約奧運頻道。                                          |
| 803      | 里約奧運3台                                        | 2016年8月3日晚上23:50  | 2016年8月22日早上3:30    | 基本頻道 800：一開六畫面預覽1至6台節目 801-806：OBS官方訊號 807：轉播OBS奧運新聞台 | 里約奧運頻道。                                          |
| 804      | 里約奧運4台                                        | 2016年8月5日凌晨2:50   | 2016年8月22日早上約10:00 | 基本頻道 800：一開六畫面預覽1至6台節目 801-806：OBS官方訊號 807：轉播OBS奧運新聞台 | 里約奧運頻道。                                          |
| 805      | 里約奧運5台                                        | 2016年8月6日早上06:50  | 2016年8月22日早上約10:00 | 基本頻道 800：一開六畫面預覽1至6台節目 801-806：OBS官方訊號 807：轉播OBS奧運新聞台 | 里約奧運頻道。                                          |
| 806      | 里約奧運6台                                        | 2016年8月6日早上06:50  | 2016年8月22日早上約10:00 | 基本頻道 800：一開六畫面預覽1至6台節目 801-806：OBS官方訊號 807：轉播OBS奧運新聞台 | 里約奧運頻道。                                          |
| 807      | 里約奧運新聞台                                     | 2016年8月3日晚上23:00  | 2016年8月22日晚上23:00   | 基本頻道 800：一開六畫面預覽1至6台節目 801-806：OBS官方訊號 807：轉播OBS奧運新聞台 | 里約奧運頻道。                                          |
| 800      | 奧運精英顯風采                                     | 2016年8月28日早上9:30  | 2016年8月28日早上11:30   | 基本頻道 800：羽毛球及乒乓球 801：跳水                                             | 直播中國運動員訪港表演頻道。                            |
| 801      | 奧運精英顯風采                                     | 2016年8月28日早上10:00 | 2016年8月28日早上11:30   | 基本頻道 800：羽毛球及乒乓球 801：跳水                                             | 直播中國運動員訪港表演頻道。                            |
| 85       | J5*                                                | 2016年3月15日          | 2017年8月15日            | 基本頻道                                                                           | 先後被無綫財經台、無綫財經·資訊台及財經體育資訊台取代。 |
| 800      | HKOBC台 HKOBC Channel                              | 2016年11月22日         | 2016年11月27日晚上19:00  | 基本頻道                                                                           |                                                         |
| 602      | 優質生活頻道                                       | 2016年3月15日          | 2017年10月7日凌晨00:00   | 精選基本頻道                                                                       | 頻道供應商宣佈停播。                                    |
| 802      | 香港福音盛會2017 Hong Kong towards the end of 2017 | 2017年12月1日晚上19:00 | 2017年12月1日約凌晨00:00 | 基本頻道                                                                           |                                                         |
| 800      | 冬奧1台                                            | 2018年2月9日10:00      | 2018年2月26日01:00       | 基本頻道 800-802：OBS官方訊號 803：轉播OBS冬奧新聞台                               |                                                         |
| 801      | 冬奧2台                                            | 2018年2月9日10:00      | 2018年2月26日01:00       | 基本頻道 800-802：OBS官方訊號 803：轉播OBS冬奧新聞台                               |                                                         |
| 802      | 冬奧3台                                            | 2018年2月9日10:00      | 2018年2月26日01:00       | 基本頻道 800-802：OBS官方訊號 803：轉播OBS冬奧新聞台                               |                                                         |
| 803      | 冬奧新聞台                                         | 2018年2月9日10:00      | 2018年2月26日01:00       | 基本頻道 800-802：OBS官方訊號 803：轉播OBS冬奧新聞台                               |                                                         |
| 94       | 體育台                                             | 2016年3月15日          | 2018年8月15日            | 基本頻道                                                                           | TVB體育組解散而停播。                                   |
| 700      | 直播新聞台                                         | 2016年3月15日          | 2018年8月15日            | 基本頻道                                                                           | 700台直播新聞台改與83台無綫新聞台同步廣播訊號。         |
| 800      | myTV SUPER直播新聞台                               | 2016年3月15日          | 2018年8月15日            | 基本頻道                                                                           |                                                         |
| 96       | 旅遊台 Travel                                      | 2016年4月18日上午9:00  | 2018年9月1日早上6:00     | 基本頻道                                                                           | 併入綜藝台。                                            |
| 800      | 青奧台                                             | 2018年10月7日06:00     | 2018年10月19日11:00      | 基本頻道 OBS官方訊號                                                               | 直播布宜諾斯艾利斯青奧頻道。                            |
| 90       | 精選亞洲劇台                                       | 2016年3月15日          | 2019年1月1日00:49        | 基本頻道                                                                           |                                                         |
| 95       | 翡翠即日重溫                                       | 2016年3月15日          | 2019年1月1日00:00        | 基本頻道                                                                           |                                                         |
| 503      | Sony Channel                                       | 2016年7月1日上午6:00   | 2019年5月31日晚上11:59   | Sony娛樂組合                                                                       | 索尼影業電視旗下Sony Channel亞洲地區停播。              |
| 900      | 國際冠軍盃1台                                      | 2019年7月20日06:00     | 2019年8月11日06:00       | 基本頻道                                                                           |                                                         |
| 901      | 國際冠軍盃2台                                      | 2019年7月20日06:00     | 2019年8月11日06:00       | 基本頻道                                                                           |                                                         |
| 902      | 國際冠軍盃3台                                      | 2019年7月20日06:00     | 2019年8月11日06:00       | 基本頻道                                                                           |                                                         |
| 666      | 王者榮耀電競*                                      | 2019年7月20日          | 2020年3月24日            |                                                                                    |                                                         |
| 88       | 日劇台                                             | 2016年3月15日          | 2020年4月6日             | 基本頻道                                                                           | 被亞洲劇台取代。                                        |
| 306      | 體通天下1台                                        | 2019年5月6日           | 2020年6月30日            | 體通天下組合                                                                       | 體通天下組合停止於myTV SUPER平台提供服務。              |
| 307      | 體通天下2台                                        | 2019年5月6日           | 2020年6月30日            | 體通天下組合                                                                       | 體通天下組合停止於myTV SUPER平台提供服務。              |
| 308      | 體通天下3台                                        | 2019年5月6日           | 2020年6月30日            | 體通天下組合                                                                       | 體通天下組合停止於myTV SUPER平台提供服務。              |
| 88       | 亞洲劇台                                           | 2020年4月6日           | 2020年7月27日05:59       | 基本頻道                                                                           |                                                         |
| 905      | myTV SUPER直播足球6台                              | 2020年6月15日          | 2020年7月27日05:59       | 基本頻道                                                                           |                                                         |
| 906      | myTV SUPER直播足球7台                              | 2020年6月15日          | 2020年7月27日05:59       | 基本頻道                                                                           |                                                         |
| 80       | myTV SUPER 1台                                     | 2020年8月10日          | 2021年6月21日            | 基本頻道                                                                           |                                                         |
| 101      | Disney Junior                                      | 2016年3月15日          | 2021年7月1日             | 基本頻道                                                                           | 因應Disney+於亞洲（中國大陸除外）推出。                 |
| 102      | Disney Channel                                     | 2016年3月15日          | 2021年7月1日             | 基本頻道                                                                           | 因應Disney+於亞洲（中國大陸除外）推出。                 |
| 301      | beIN SPORTS 1                                      | 2019年4月1日           | 2021年7月31日 23:59      | beIN SPORTS組合                                                                    |                                                         |
| 302      | beIN SPORTS 2                                      | 2019年4月1日           | 2021年7月31日 23:59      | beIN SPORTS組合                                                                    |                                                         |
| 303      | beIN SPORTS MAX                                    | 2019年4月1日           | 2021年7月31日 23:59      | beIN SPORTS組合                                                                    |                                                         |
| 87       | 韓劇台                                             | 2016年3月15日          | 2022年4月11日 06:00      | 基本頻道                                                                           | 被亞洲劇台取代。                                        |
| 93       | 為食台                                             | 2016年3月15日          | 2022年4月11日 06:00      | 基本頻道                                                                           |                                                         |
| 97       | TVB Radio                                          | 2016年6月27日          | 2022年4月11日 06:00      | 基本頻道                                                                           |                                                         |
| 407      | Smithsonian Channel                                | 2020年4月1日           | 2022年7月7日             | ROCK 娛樂組合                                                                      | 被Global Trekker取代。                                  |
| 103      | CBeebies                                           | 2016年11月14日         | 2023年1月31日晚上23:59   | BBC 娛樂組合                                                                       |                                                         |
| 401      | BBC Earth                                          | 2016年11月14日         | 2023年1月31日晚上23:59   | BBC 娛樂組合                                                                       |                                                         |
| 605      | BBC Lifestyle                                      | 2016年11月14日         | 2023年1月31日晚上23:59   | BBC 娛樂組合                                                                       |                                                         |
| 709      | BBC World News                                     | 2016年11月14日         | 2023年1月31日晚上23:59   | 精選基本頻道                                                                       |                                                         |
| 404      | Animal Plannet                                     | 2019年4月1日           | 2023年3月31日晚上23:59   | Discovery組合                                                                      |                                                         |
| 405      | Dicovery頻道                                       | 2019年4月1日           | 2023年3月31日晚上23:59   | Discovery組合                                                                      |                                                         |
| 406      | Dicovery科學頻道                                   | 2019年4月1日           | 2023年3月31日晚上23:59   | Discovery組合                                                                      |                                                         |
| 92       | 亞洲綜藝台                                         | 2022年4月11日          | 2023年4月10日            | 基本頻道                                                                           |                                                         |
| 603      | Fashion One                                        | 2016年3月15日          | 2023年8月31日            | 精選基本頻道                                                                       | 被Fashion BOX取代。                                     |
| 205      | Paramount Network                                  | 2021年10月1日          | 2023年9月29日            | ROCK 娛樂組合                                                                      |                                                         |
| 82       | J2*                                                | 2008年6月30日          | 2024年4月22日06:00       | 基本頻道                                                                           | J2和無綫財經 體育 資訊台合併為TVB Plus                  |
| 85       | 無綫財經 體育 資訊台*                              | 2017年8月15日06:00     | 2024年4月22日06:00       | 基本頻道                                                                           | J2和無綫財經 體育 資訊台合併為TVB Plus                  |
| 503      | GEM                                                | 2022年9月1日           | 2024年5月31日            | AXN GEM Animax 娛樂組合                                                            | 全球停播                                                |
| 701      | 神州新聞台                                         | 2017年6月1日           | 2025年2月28日 23:59      | 基本頻道                                                                           |                                                         |

備註：附*號頻道為免費觀看的頻道。

## 直播體育台粵語評述員
- 鍾志光
- 崔錦棠
- 潘文迪
- 李偉文
- 何振然
- 黃耀富
- 貝可泓
- 余天祐
- 冼家裕
- 陳偉豪
- 江忠德
- 范俊業
- 梁民熊
- 梁國成
- 徐嘉樂

## 爭議

### 於翡翠台大肆宣傳
為促銷myTV SUPER解碼器，無綫不惜以大量人力物力於翡翠台廣告時段甚至在不同節目作大規模宣傳，更出動慶祝台慶的人手和規模製作特備節目《myTV SUPER呈獻：萬千星輝睇多D》和《myTV SUPER呈獻：萬千星輝放暑假》，在這兩個節目不斷介紹myTV SUPER的頻道、節目陣容、以至盒子的功能和使用方法，做法有植入式廣告之嫌；無綫向傳媒表示，myTV SUPER在電視出現的時間，包括《東張西望》節目內的介紹環節，全屬廣告時間，均需支付廣告費，不過就以費用為商業資料不能透露。
通訊事務管理局則於《萬千星輝睇多D》和《萬千星輝放暑假》播放後分别接獲23、30宗投訴，但通訊辦表示，根據TVB提交的記錄，myTV SUPER的廣告播放時間符合法定廣告時限；但就並未回應myTV SUPER利用TVB電視頻道免費賣廣告的爭議。最終通訊局並判罰無綫20萬港元。
另外在myTV SUPER推出初期，無綫於每個節目宣傳預告片都新增了myTV SUPER的圖示，但現在已更改圖示設計。

#### 主要涉案節目
- myTV SUPER呈獻：萬千星輝放暑假
- myTV SUPER呈獻：萬千星輝睇多D

### 電腦版本限制多
myTV SUPER網上版2017年2月推出初期，只支援Internet Explorer 11.0或以上、及Safari 8.0或以上之瀏覽器，其他主流瀏覽器（包括Microsoft Edge、Google Chrome、Firefox、Opera）概不支援。其後於2017年4月新增支援Microsoft Edge及Google Chrome。該版本的缺陷還有同機的使用次數問題：儘管同一部裝置以單一IP地址使用該服務，當cookie被重置、重新安裝作業系統後，都有可能出現相關的網頁警告而無法登入。

### 付費客戶仍需收看大量廣告
myTV SUPER在2016年3月推出時曾標榜沒有廣告，但在服務推出數個月後開始出現不同類型的廣告，除界面上出現大量橫額廣告之外，在點播模式中的節目影片開始播放前或播放中途亦出現的影片廣告，數量更一度由一個增加至連續播放四個，其Facebook專頁上亦曾出現大量有關投訴，與收看電視頻道幾乎無異。
2017年下半年起更開始在播放影片期間出現「U型」（機頂盒）或「L型」（應用程式版）廣告，即短暫縮小影片畫面在多出的黑邊出現廣告，在有關類型廣告出現期間無法暫停或終止播放影片及退出全螢幕播放模式，機頂盒版在轉換直播頻道或快進退後時亦出現廣告。
2021年4月起，無綫電視更在myTV SUPER網頁版的影片播放器中加入防攔截廣告插件的機制。當檢測到用戶的瀏覽器中已開啟有關插件時，影片便會無法播放，並提示用戶把有關插件關閉以確保影片順利播放。
此外，在客戶申請使用服務時，亦即表示同意無綫電視將個人資料交予廣告商，日後用戶的電郵信箱中或會收到不同的廣告。

### 免費版功能大減
相對myTV，myTV SUPER免費版的限制更多。除了強迫使用手機、姓名等用戶個人資料登記會員而不再是免登入使用，以往myTV提供無綫電視大部份節目的足本重溫，並保留60天，包括舊有已上傳的節目；不過由2017年4月17日起，免費版所有節目（包括為少數獲保留超過60天的節目之一《新聞檔案》）現時最多只保留7天，亦只有少量節目可供重溫，變相迫使用戶申請收費服務。

### 跟第三方網站的糾紛
成人網站「myAVSUPER」疑商業二次創作而遭無綫電視的法律回應。無綫指，myAVSUPER網站的商標和網址都仿似無綫註冊的「myTVSUPER」商標和網址。「myAVSUPER」回應，域名註冊採用先到先得方式，對方指控無理據，及「myAVSUPER」的全球網站流量排名高過myTVSuper。另一間更早成名的商業性質二次創作媒體公司毛記電視並未傳出相關版權糾紛。

### 只能待機不能關機
使用myTV SUPER解碼器電視盒原有的遙控器控制開關，並不會完全中斷電源。然而，盒子在待機模式時仍會用電並發熱，還會與路由器保持連接。完全關機則須完全斷開電源。

### 《僱傭妻子》新春特別篇臨時取消上架
TVB長期買下日本TBS電視劇集的香港播放權，也曾經播放日劇《僱傭妻子》；故TVB曾一度計畫將《僱傭妻子》2021新年特別篇(SP)於2021年1月6日上架MyTV SUPER（特別篇本身在2021年1月2日於日本播出），TVB官方也曾將特別篇的宣傳橫額放上點播平台。
然而，特別篇當中有一部份關於2019年冠狀病毒病爆發的仿真實劇情。其中劇集引用了TBS真實新聞片段，講述了上年防疫期的幾個關鍵時刻，包括疫情初期，日本新聞報導「『新型冠狀病毒』於中國武漢出現，目前仍未有對付此病毒的藥物或疫苗，在全國亦有多宗確診個案，恐怕未來患者及死者數將會增加。」這些台詞經媒體報導後不久，TVB臨時取消把節目上架，並且將宣傳橫額從myTV SUPER官網撤下，是次舉動引來多間報章娛樂版報導。
在TVB取消上架後，myTV SUPER的官方facebook就此曾經在1月1日一條關於宣傳《孤獨的美食家》的帖子中回應觀眾的詢問。官方最初的回答是「現時未有播放上述節目的安排」，然而有觀眾將myTV SUPER網頁上一張包含新年特別篇的上架宣傳橫額截圖上傳至留言區，另一位觀眾則指出翡翠台曾經播出廣告宣傳會播放特別篇，更有觀眾反問此舉是否為自我審查。最後官方的回覆是「由於myTV SUPER的節目會不時更新，現時未有『僱傭妻子-特別篇』的播放安排，如有不便，請見諒。」。官方因而間接承認了本次的臨時取消播映事件。
最後，《僱傭妻子》新年特別篇在香港改由HMV數碼中國集團有限公司旗下的HMVOD購入版權，並且HMVOD官方特別強調他們不會刪剪新年特別篇的任何內容。其後，HMVOD也上架了《僱傭妻子》的正劇。相反，《僱傭妻子》的雙語版正劇在myTV SUPER隨著版權期完結也已下架。

## TVB Anywhere
TVB Anywhere是電視廣播有限公司一個收費OTT服務平台，2014年4月或2015年2月1日正式在歐洲、澳洲推出，2016年9月15日在全球各地推出，相当于myTV SUPER的海外版，讓觀眾在電視、網絡電視機頂盒及智能電話收看超過50條頻道，以及重溫無綫電視節目。同公司同類服務有encore TVB。
主要用戶市場包括澳門、澳洲、英國、歐洲、加拿大及新西蘭，2019年開通新加坡和越南獨立版本 。2020年開通馬來西亞服務。
加拿大地區服務於2021年9月1日交接至 TVBAnywhere+ North America。此新服務平台是由TVBUSA在北美市場全資擁有的附屬公司營運。
澳门地区服务于2024年9月2日升级为myTV SUPER。并于2024年11月1日起停止对澳门地区服务。
泰国则与MVTV合作由MVHUB+承接
TVB Anywhere現不適用於中國大陸、香港、澳门、美國與加拿大（TVBAnywhere+ North America）。

### 頻道列表
| 頻道名稱 | 加拿大                    |                       | 英国或 歐洲           | 新西兰                | 澳門       | 马来西亚   | 新加坡     | 其他地區   |
| --- | ------------------------- | --------------------- | --------------------- | --------------------- | ---------- | ---------- | ---------- | ---------- |
| 翡翠台 | - 香港時區 - 美加東岸時區 | - 澳新時區 - 香港時區 | - 香港時區 - 英國時區 | - 澳新時區 - 香港時區 | - 澳門     | - 香港時區 | - 香港時區 | - 香港時區 |
| TVB生活台 | Green tick                | Green tick            | Green tick            | Green tick            | Green tick | Green tick | Green tick | Green tick |
| 無綫新聞台 | Green tick                | Green tick            | Green tick            | Green tick            | Green tick | Green tick | Green tick | Green tick |
| 娛樂新聞台 | Green tick                | Green tick            | Green tick            | Green tick            | Green tick | Green tick | Green tick | Green tick |
| 功夫台 |                           |                       |                       |                       | Green tick |            |            |            |
| TVB直播台 | Green tick                | Green tick            | Green tick            | Green tick            | Green tick |            |            | Green tick |
| 粵語片台 | Green tick                | Green tick            | Green tick            | Green tick            | Green tick |            |            |            |
| 亞洲劇台 |                           |                       |                       |                       | Green tick |            |            |            |
| 神州新聞台 | Green tick                | Green tick            | Green tick            | Green tick            | Green tick |            |            | Green tick |
| 88賽馬頻道 | Green tick                | Green tick            | Green tick            | Green tick            |            |            |            |            |
| TVB星河頻道 | Green tick                | Green tick            | Green tick            | Green tick            | Green tick | Green tick | Green tick | Green tick |
| TVN |                           |                       |                       |                       | Green tick |            |            |            |
| 鳳凰衛視澳洲台 |                           | Green tick            |                       | Green tick            |            |            |            |            |
| 鳳凰衛視資訊台 | Green tick                | Green tick            | Green tick            | Green tick            |            |            |            |            |
| 鳳凰衛視美洲台 | Green tick                |                       |                       |                       |            |            |            |            |
| 鳳凰衛視歐洲台 |                           |                       | Green tick            |                       |            |            |            |            |
| TVBS新聞台 |                           | Green tick            |                       |                       |            |            |            |            |
| 無綫衛星亞洲台 |                           | Green tick            |                       |                       |            |            |            |            |
| SUPER Kids Channel |                           |                       |                       |                       | Green tick |            |            |            |
| 長城平台 - 中國中央電視台中文國際頻道 - 中國環球電視網紀錄頻道 - CCTV-娛樂 - CCTV-戲曲 - 湖南國際頻道（國際版） - 浙江國際頻道 - 江蘇國際頻道 - 上海東方衛視（國際版） - 北京國際頻道 - 安徽國際頻道 - 深圳衛視（國際版） - 茶頻道 - 大灣區衛視（上星版） - 福建海峽衛視 - 重慶國際頻道 - 廣西國際頻道 - 長城精品頻道 - 雲南瀾湄國際衛視 - 中國電影頻道 - 河南國際頻道 - 快樂垂釣頻道 |                           | Green tick            | Green tick            | Green tick            | Green tick |            |            | Green tick |

註：澳門TVB Anywhere的翡翠台與香港同步，但如有體育直播，將會有其他節目取代。

#### 已停播
- 無綫翡翠台
- 無綫星級劇集台
- 無綫星級生活台
- 無綫通識台
- 天津國際頻道
- TVB8
- 衛視電影台
- SCTV 1
- SCTV 7
- SCTV 9
- SCTV 14
- 普通話翡翠台
- TVB Radio
- TVB新聞台
- 四川國際頻道
- 山東國際頻道
- KBS World
- 广东国际頻道
- 无线财经体育资讯台(海外版)

## 外部連結
- myTV SUPER熱播節目線上看
- TVB Anywhere官方網頁（页面存档备份，存于）
- Ani-one官方網頁（页面存档备份，存于）
- Google Play《myTV SUPER》App下載（页面存档备份，存于）